# فضيخ
الفضيخ هو أن يجعل التمر في إناء، ثم يصب عليه الماء الحار، فيستخرج حلاوته ثم يغلي ويشتد، فهو كالباذق في أحكامه، فإن طبخ أدنى طبخة فهو كالمثلث.